# Plaveč (letohrádek)
Letohrádek Plaveč stojí v kaštanové aleji vedoucí z Jesenice ke dvoru Plaveč, asi 2 km na sever od loveckého zámečku Svatý Hubert. Je chráněn jako kulturní památka České republiky.

## Historie
Barokní letohrádek byl pravděpodobně vystavěn v polovině 18. století spolu se zámečkem Svatý Hubert Černíny z Chudenic. Původní využití je nejasné, pravděpodobně však sloužil k odpočinku šlechty během honů. Později byl využíván jako skladiště potravy pro zvěř. Po roce 2000 prošel částečnou rekonstrukcí, při které dostal novou střechu. Dnes je chátrající objekt volně přístupný a slouží jako vyhlídková věž s výhledem na Doupovské hory, Krušné hory a České středohoří.

## Dostupnost
Okolo letohrádku vede žlutě značená turistická trasa od Jesenice k zámečku Svatý Hubert.